# Ermia
Ermia is een geslacht van rechtvleugeligen uit de familie veldsprinkhanen (Acrididae). De wetenschappelijke naam van dit geslacht is voor het eerst geldig gepubliceerd in 1957 door Popov.

## Soorten
Het geslacht Ermia omvat de volgende soorten:
- Ermia somalica Popov, 1957
- Ermia variabilis Popov, 1957